# Юдицкий, Николай Владислав

«Юдицкий» — одмяна (вариант) герба «Радван», которым пользовались Юдицкие

Никола́й Влади́слав Юди́цкий — (ум. 1670) — государственный деятель Речи Посполитой, королевский дворянин, стольник речицкий с 1640 года, генерал артиллерии Великого княжества Литовского с 1654 года, каштелян новогрудский с 1660 года.

## Биография
Представитель рода Юдицких собственной одмяны (варианта) герба «Радван». Был придворным короля Сигизмунда III Вазы. В 1627—1629 годах во время войны со Швецией командовал артиллерией в чине генерала. В 1636 стал старшим над войсковой казной, а в 1640 стольником речицким.
Примерно в 1625 году выехал по приглашению папы Урбана VIII в Падую. Находился при дворе папы в Риме, там же вступил в Мальтийский Орден. Позже вместе с другими рыцарями сражался с турками в Алжире, Тунисе, и на Крите. По возвращении домой принял участие в подавлении восстания Богдана Хмельницкого. С 1643 года возглавлял Столовицкое командорство Мальтийского ордена в Литве.
11 апреля 1654 официально учрежден королём и великим князем Яном Казимиром в должность генерала литовской артиллерии и начальником наёмной армии. В соответствии с грамотой короля стал старостой скирчумовским. В 1654 году принял участие под командованием гетмана Януша Радзивилла в Русско-польской войне 1654—1667 годов.
В начале августа был временным командиром войск Януша Радзивилла в составе 5 тысяч всадников, которые стояли лагерем в 5 км от Вильны. После отступления был арестован Радзивиллом и посажен под домашний арест. В 1656 году перешёл на сторону шведов.
В 1658 году от имени литовских войск вёл переговоры с Богуславом Радзивиллом о передаче конфискованного имущества армии. 8 февраля 1659 года потерпел поражение в битве под Мяделем с русскими войсками, позже успешно руководил защитой замка Ляховичи. Осада Ляхович была снята после победы польско-литовских войск под Полонкой 2 июля 1660 г. Освобождение Ляхович было приписано командиром крепости Николаем Юдицким чудесной силе Белыничской иконы Богоматери, перед которой был исполнен благодарственный гимн «Te Deum» («Тебя, Бога хвалим»). В Ляховичский замок эту икону привезли в 1655 году монахи-кармелиты из Белыничского монастыря.
Во время украинской кампании принимал участие в боях на реке Басе, а 26 октября получил командование правым крылом литовских войск. В марте 1661 взял в осаду города Дисны, в дальнейшем преследовал русские войска до Пскова. В 1663—1664 годах принял участие в походе на Рославль и Брянск.
С 1660 года до конца жизни был каштеляном новогрудским. В 1666 году купил имение Новая Мышь, в котором основал иезуитский коллегиум. В 1667 году получил во владение город Лоев, который до второй половины XIX века принадлежал его потомкам.